# Alta Museum
Das Alta Museum ist ein archäologisches Freilichtmuseum in Alta, in der norwegischen Provinz Finnmark, in dem jungsteinzeitliche und bronzezeitliche Felsritzungen gezeigt werden. Das Museum steht seit dem 3. Dezember 1985 auf der von der UNESCO geführten Liste der Weltkulturerben. 1993 wurde das Museum als European Museum of the Year ausgezeichnet.

## Allgemeines

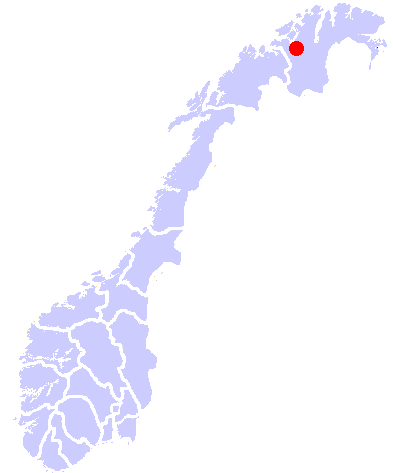
Lage von Alta in Norwegen

Das Alta Museum umfasst das Gebiet Hjemmeluft/Jiepmaluokta. Hjemmeluft ist die norwegische Übersetzung des samischen Namens Jiepmaluokta (Jiepma bedeutet Robbe, luokta bedeutet Bucht). Die ersten Felsritzungen wurden im Herbst 1972 entdeckt. Die Anzahl der Petroglyphen im Gebiet von Alta wird auf etwa 4000 geschätzt, die in vier verschiedenen Gebieten zu sehen sind. Das Gebiet des Alta Museums Hjemmeluft/Jiepmaluokta ist das größte der Gebiete. Auf dem Gebiet des Museums sind 2,9 km Gehwege vorhanden.

## Alter der Felsritzungen
Die Felsritzungen haben ein Alter von etwa 2000 bis 6500 Jahren. Jüngere Ritzungen sind nicht bekannt. Die Zeichnungen befinden sich etwa 8,5 m bis 26,5 m über dem Meeresspiegel und wurden in jene Felsen geritzt, die der damaligen Wasserlinie am nächsten lagen. Seit dem Ende der Eiszeit, als das Inlandeis verschwand, hob sich die Landmasse Norwegens stetig. Entsprechend sind die ältesten Ritzungen diejenigen, die am weitesten vom Meer entfernt liegen.
Die Stile der Zeichnungen unterscheiden sich nach der Lage und damit nach dem Alter. Sie lassen sich in vier Zeitabschnitte einteilen. Der erste Abschnitt betrifft 6200 bis 5300 Jahre alte Ritzungen, der zweite von 5300 bis 4200 Jahre alte, der dritte 4200 bis 3200 Jahre alte und der vierte 3200 bis 2000 Jahre alte. Aus der Zeit vor 4200 bis vor 3200 Jahren sind im Bereich des Museums nur zwei Zeichnungen vorhanden, die aber von den Gehwegen aus nicht besichtigt werden können.

## Erstellung der Felsritzungen
Die Felsritzungen wurden mit Steinen oder anderen harten Gegenständen in den grauen Sandstein geritzt. Der Sandstein hat einen hohen Quarzgehalt und ist sehr hart. Um die Felsritzungen sichtbar zu machen, wurden diese von den Archäologen mit roter Farbe markiert. Vermutet wird, dass die Bilder auch nach der Erstellung mit Farbe ausgemalt wurden, es gibt aber keinen Beweis dafür.

## Bedeutung
Die Felsritzungen stellen Glaubensvorstellungen oder Arbeitsabläufe der Menschen dar. Es gibt kaum Anzeichen von Häusern in der Nähe der Ritzungen, der Ort der Felszeichnungen war wohl eine Stelle der Begegnung. Die Menschen glaubten an Geister, die das Leben vorbestimmten. Und mit diesen Geistern wollten die Menschen Verbindung aufnehmen.

## Motive
Je nach Alter werden verschiedene Motive dargestellt:
- Tiere
  - Meerestiere: Fische, Wale, Lachs und Heilbutt.
  - Landtiere: Elche, Rentiere, Bären, Füchse und Hasen.
  - Vögel: Kormorane, Schwäne, Gänse und Enten
- Menschen werden als solches oder bei irgendwelchen Tätigkeiten dargestellt. Einige Figuren stellen schwangere Frauen dar, andere Kinder. Nicht alle Figuren können gedeutet werden.

## Bilder

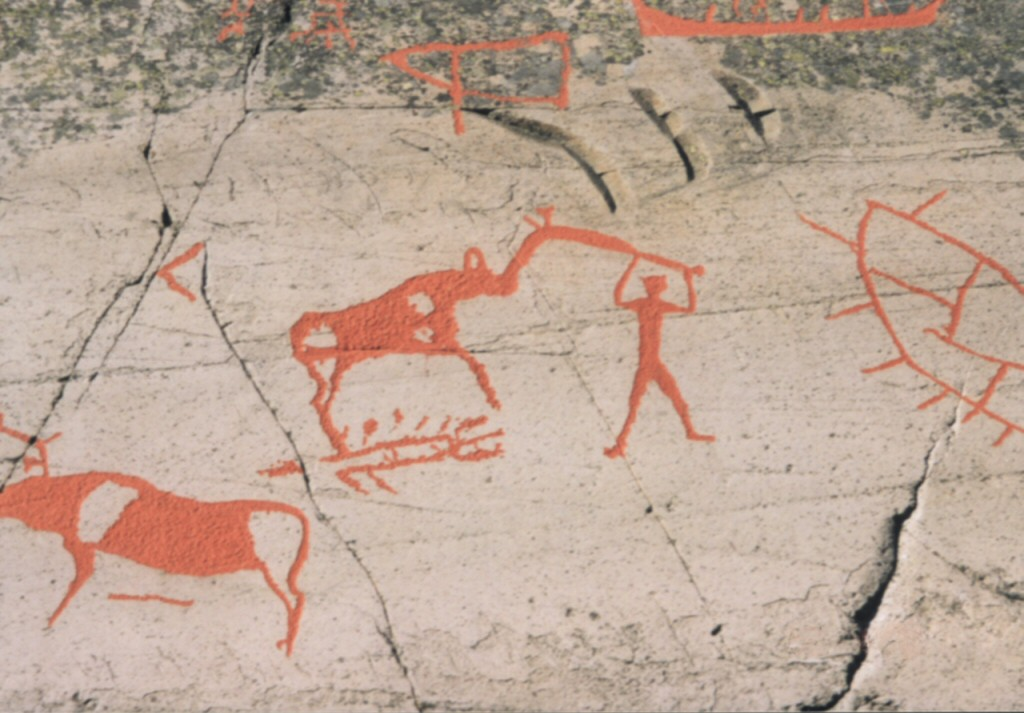
Menschen bei der Jagd
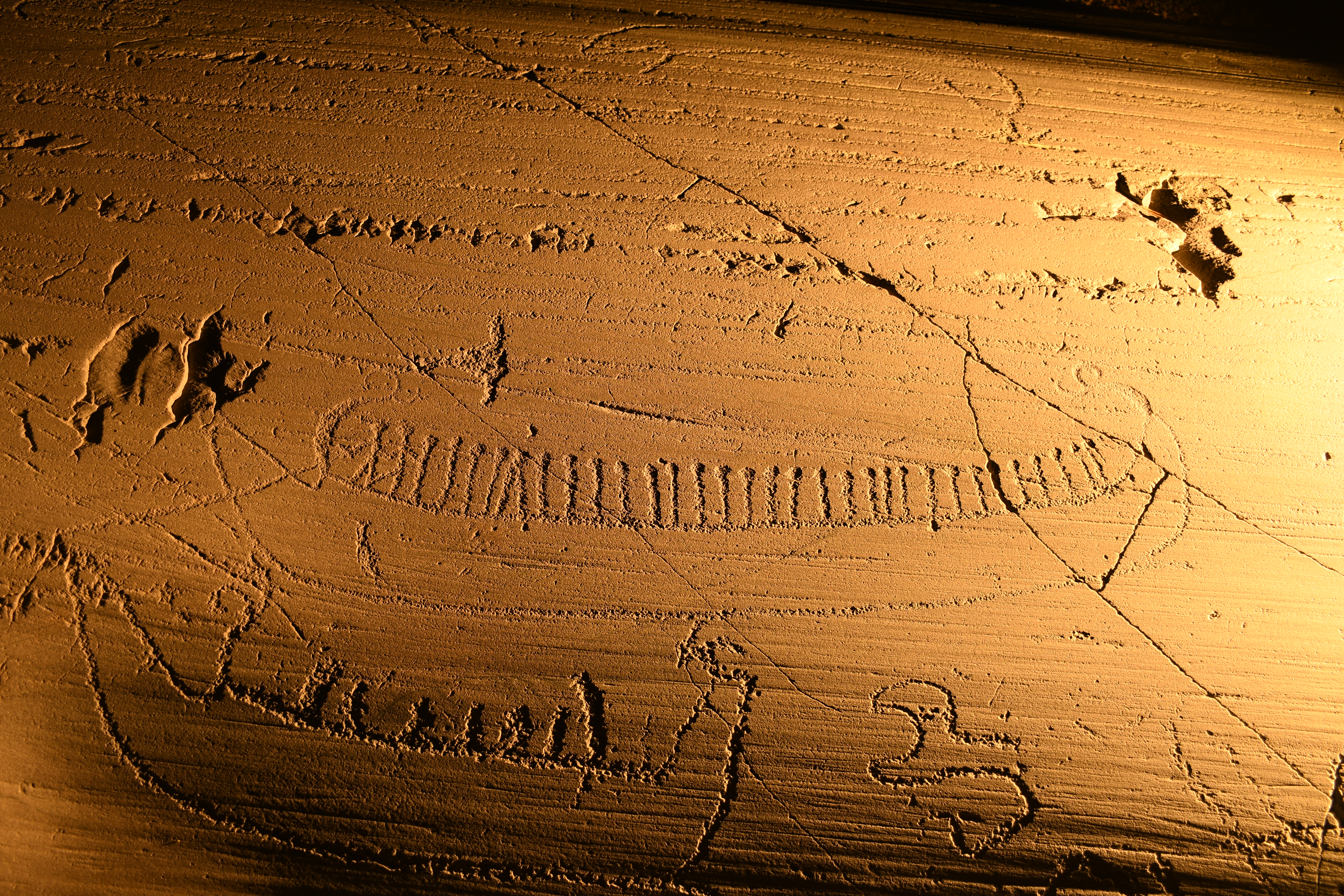
2000 Jahre altes Boot
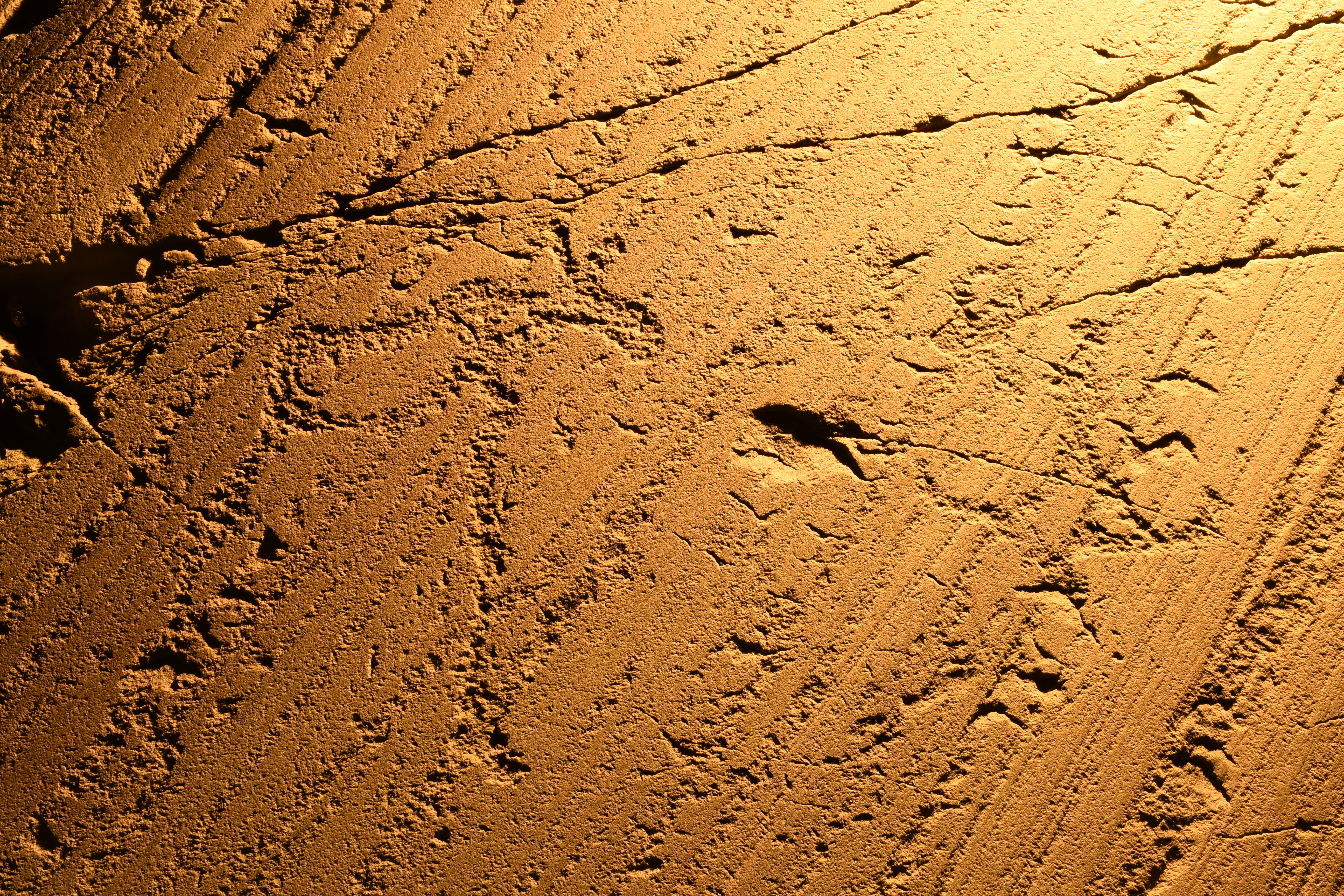
Skifahrer und Elch
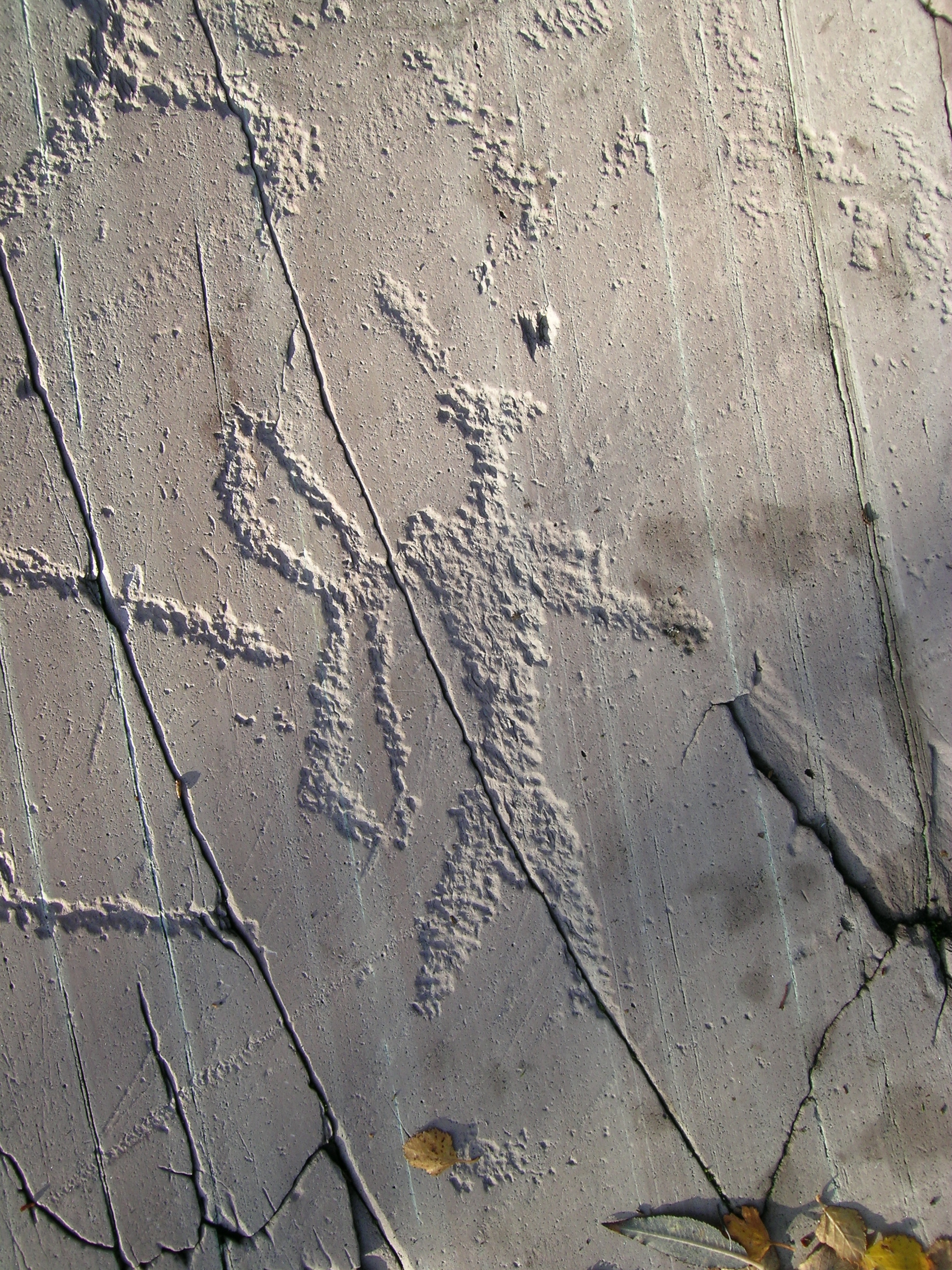
Jäger oder Jägerin
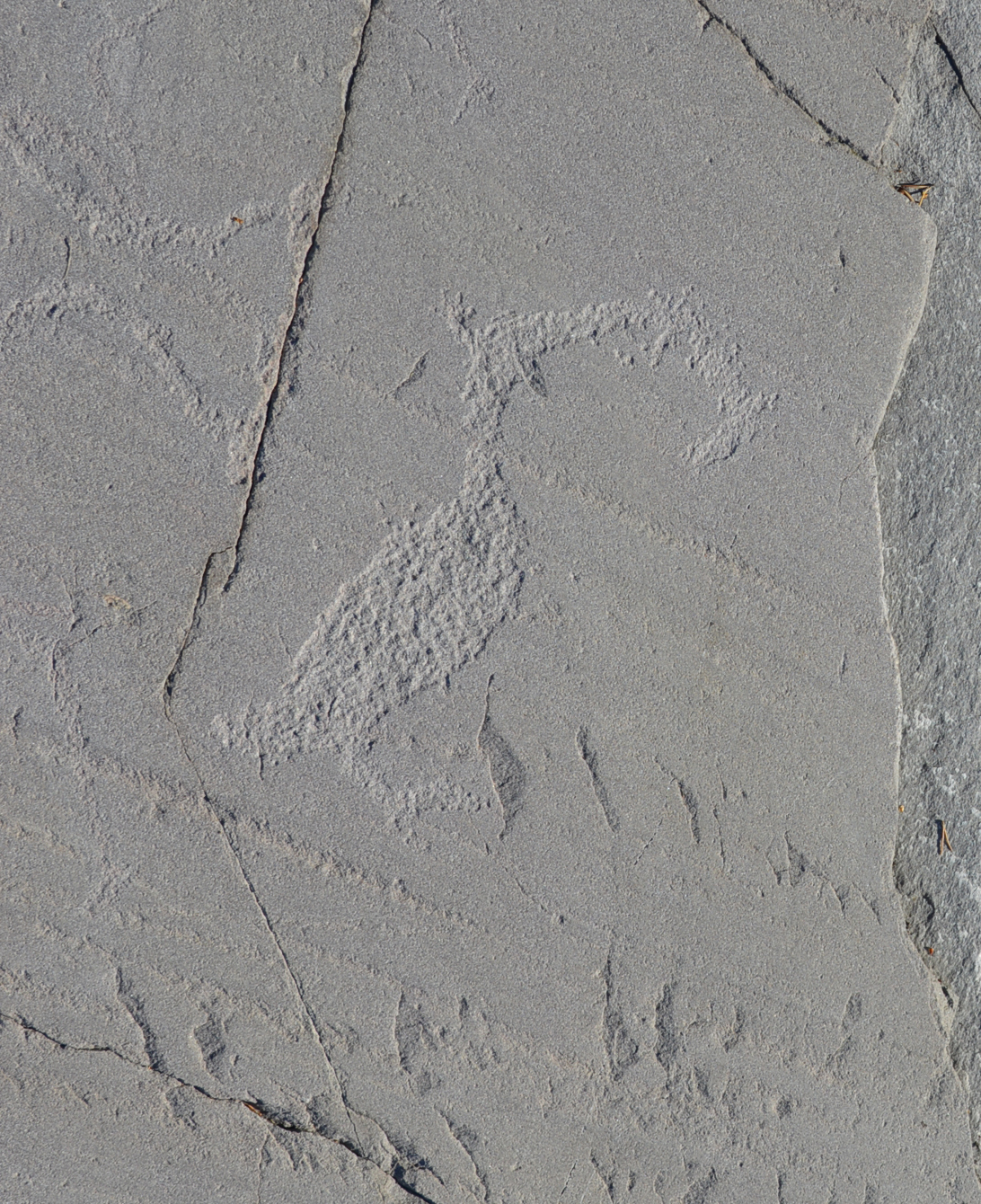
Vogel
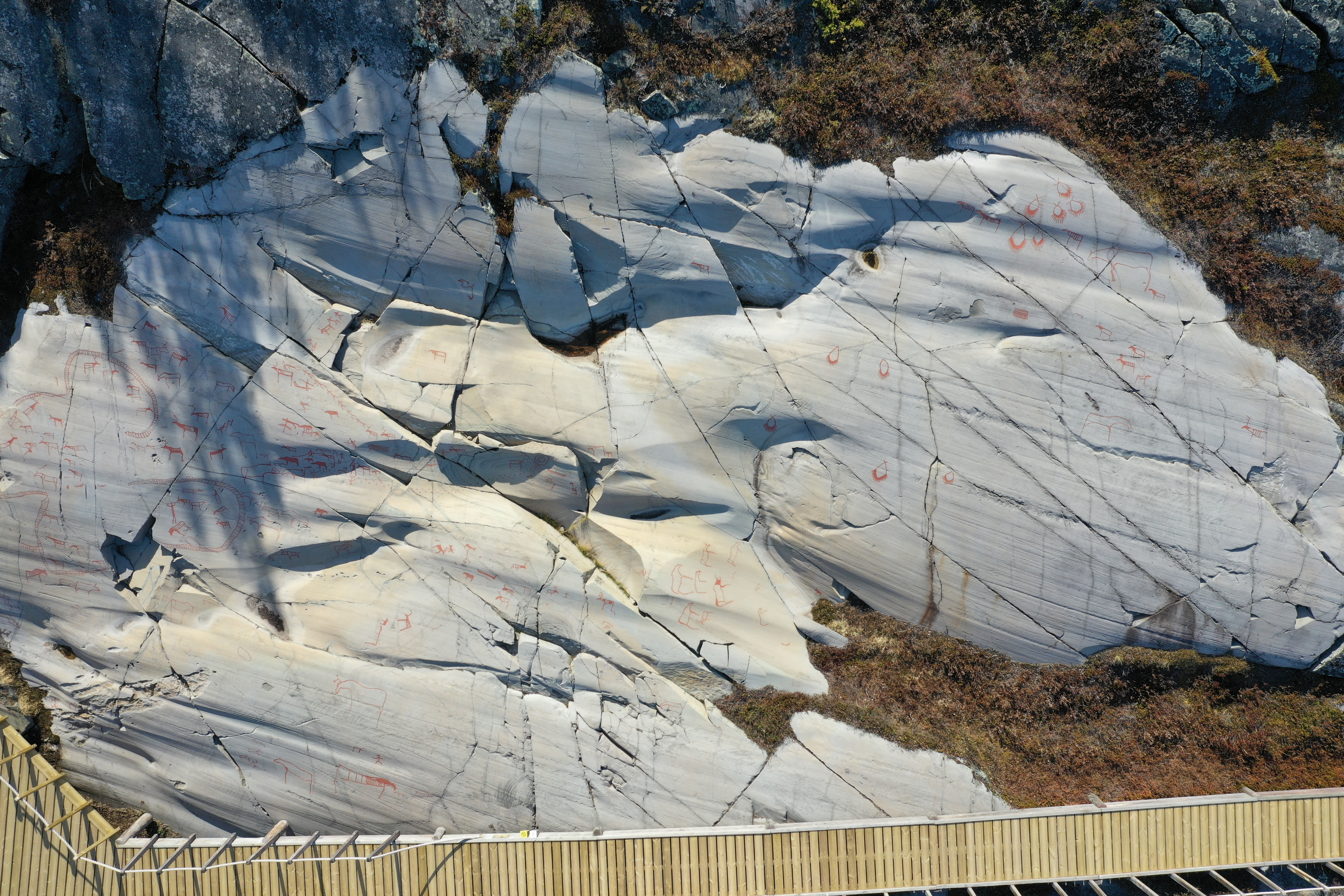
Felszeichnungstafel